# Bishopscourt
Bishopscourt est une petite banlieue résidentielle aisée située au sud-est du Cap en Afrique du Sud, de l'autre côté du versant de la Montagne de la Table, entre Newlands et Constantia.
Bishopscourt est une localité familiale et aisée de la banlieue du Cap mitoyenne du Jardin botanique national Kirstenbosch.

## Situation
Situé à 15 minutes en voiture de la ville du Cap, le village de Bishopscourt est blotti entre Rhodes Drive à l'ouest, sur les flancs de la Montagne de la Table, Edinburgh Drive (la M3) à l'est, Klaasens Weg au sud et Riverside road au nord.
Bishopscourt est concrètement délimité par les quartiers de Newlands au nord, Constantia au sud ainsi que Claremont et Wynberg à l'est.

## Démographie
Selon le recensement de 2011, le quartier compte 1 603 résidents, principalement issus de la communauté blanche (73,99 %). Les noirs et les indo-asiatiques représentent respectivement 12,73 % et 5,49% des habitants tandis que les coloureds, population majoritaire au Cap, représentent 5,24 % des résidents.
Les habitants sont à 85,21 % de langue maternelle anglaise, à 5,12 % de langue maternelle afrikaans et à 3 % de langue maternelle xhosa.

## Historique
Avant l'arrivée des colons néerlandais en 1652, Bishopscourt faisait partie de la zone forestière de la péninsule du Cap fréquentée uniquement par les Khoïsan. En 1657, les Hollandais qui s'étaient établis sur la rive de la baie de la Table commencèrent à cultiver les terres pour la culture de la vigne. Jan van Riebeeck y fait construire sa ferme, Bosheuwel et y situe la première frontière de la colonie du Cap (Jardin botanique national Kirstenbosch).
En 1822, la veuve du colonel Graham acquiert les terrains de l'actuel Bishopscourt. Le domaine foncier change plusieurs fois de propriétaires et est divisé en plusieurs parcelles vendues séparément de manière aléatoire.
En 1929, deux sociétés (Saxteno et Naruna), appartenant à l'homme d'affaires Isaac Ochberg, rachètent les terres situées à l'est de l'actuelle Princess Avenue et sont nommées Edinburgh Township marquant les débuts du développement du village. Les premières maisons sont construites en 1934 sur l'actuel Robinson Avenue (nommé d'après le gendre de Ochberg) et les rues tracées et nommées d'après les noms des membres de la famille d'Ochberg : Angelina, Bertha, Noreen et Princess Avenue.  Le préfixe Upper est rajouté à la fin des années 1960 pour les voies coupées par Edinburgh Drive, une voie rapide ouverte en 1966. D'autres rues sont nommées en hommage à certaines personnalités britanniques telle Balfour Avenue pour Arthur Balfour, notamment en raison de la déclaration Balfour.
En 2000, Bishopscourt intègre, en tant que quartier de la ville du Cap, la nouvelle municipalité du Cap au périmètre étendu à l'ensemble de la péninsule du Cap.

## Politique
Sur le plan local, Bishopscourt est situé depuis 2000 dans le 20e arrondissement du Cap (Sub-council 20) dans la circonscription municipale 62 (Bishopscourt - Constantia - Fernwood - Plumstead à l'ouest de la ligne de chemin de fer - Porter Estate - Table Mountain - Trovato - Upper Newlands - Wynberg à l'ouest de la ligne de chemin de fer) dont le conseiller municipal est Elizabeth Brunette (Alliance démocratique).

## Sources
- Historique